# Płosków-Kolonia
Płosków-Kolonia – wieś sołecka w Polsce położona w województwie mazowieckim, w powiecie łosickim, w gminie Sarnaki.
W latach 1975–1998 miejscowość administracyjnie należała do województwa bialskopodlaskiego.